# Lasioglossum kafubuense
Lasioglossum kafubuense là một loài Hymenoptera trong họ Halictidae. Loài này được Cockerell mô tả khoa học năm 1937.